# Souvent femme varie
Pour les articles homonymes, voir La donna è mobile et Souvent femme varie (film, 1924).
Pour plus de détails, voir Fiche technique et Distribution.
Souvent femme varie (titre original : Forsaking All Others) est un film américain réalisé par W. S. Van Dyke, sorti en 1934.

## Synopsis
Un homme, Jeffrey Williams (Clark Gable) rentre aux États-Unis après un séjour à Madrid, en Espagne. Il est bien décidé à demander en mariage son amie d'enfance Mary (Joan Crawford). Il arrive chez elle à la veille de son mariage avec leur ami commun Dillon (Robert Montgomery). Il renonce alors à déclarer son amour et accepte d'accompagner son amie à l'autel. Dans la nuit, le futur époux retrouve son ancienne maîtresse, bien décidée à faire échouer son projet. Ils se marient dans la nuit et Dillon charge Jeffrey de l'annoncer à Mary. Elle part cacher sa douleur et se reconstruire dans un chalet au bord d'un lac. Quand elle rentre à New-York, elle semble guérie puis finalement accepte de revoir Dillon tant il insiste. À l'issue de leur escapade, elle s'aperçoit qu'elle ne peut se contenter du rôle de maîtresse. Dillon accepte alors de divorcer et leur mariage est à nouveau organisé. Mais au dernier moment, Jeffrey se déclare avant de repartir vers l'Espagne. Mary réalise alors que c'est lui qu'elle aime aujourd'hui. Elle abandonne son fiancé et court rejoindre Jeffrey sur le paquebot qui prend la mer.

## Fiche technique
- Titre : Souvent femme varie
- Titre original : Forsaking All Others
- Réalisation : W. S. Van Dyke
- Scénario : Joseph L. Mankiewicz d'après la pièce de Frank Cavett et Edward Barry Roberts
- Production : Bernard H. Hyman
- Société de production : Metro-Goldwyn-Mayer
- Musique : William Axt
- Photographie : George J. Folsey et Gregg Toland
- Montage : Tom Held
- Direction artistique : Cedric Gibbons
- Costumes : Adrian
- Pays d'origine : États-Unis
- Format : Noir et blanc - Mono (Western Electric Sound System)
- Genre : Comédie romantique
- Durée : 83 minutes
- Date de sortie : 
  - États-Unis : 23 décembre 1934

## Distribution
- Joan Crawford : Mary Clay
- Clark Gable : Jeffrey 'Jeff' / 'Jeffy' Williams
- Robert Montgomery : Dillon 'Dill' / 'Dilly' Todd
- Charles Butterworth : Shemp 'Shempy'
- Billie Burke : Tante Paula
- Frances Drake : Connie Barnes Todd
- Rosalind Russell : Eleanor

Acteurs non crédités :
- Greta Meyer : Bella
- Clarence Wilson : Le directeur d'hôtel

## Autour du film
Comédie virevoltante, le film bénéficie de la réunion de Clark Gable et de Joan Crawford qui jouent ici ensemble pour la 5e fois. Tour à tour clowns, chamailleurs, tendres, raisonneurs, ils s'amusent à décliner tous les modes de relations. Leur complicité sert le film et les seconds rôles ajoutent leur touche d'humour pour notre plus grand plaisir.